# BMP-2
BMP-2 (ryska: Боевая Машина Пехоты БМП-2) är en rysk pansarskyttebandvagn. På grund av de erfarenheter som Sovjetunionen drog i det afghansk-sovjetiska kriget beslöt man att vidareutveckla BMP-1 och den nya varianten fick namnet BMP-2. Denna introducerades under det tidiga 1980-talet. Den hade ett nytt torn med en kanon med 30 mm kaliber och en externt monterad 9M111 Fagot eller en 9M113 Konkurs pansarvärnsrobot. En viktig nyhet var kanonens förbättrade elevationsvinkel som medgav eldgivning mot högt belägna mål i fordonets närhet.